# Misato Michishita
Misato Michishita (japanisch 道下 美里 Michishita Misato; * 19. Januar 1977 in Shimonoseki (Präfektur Yamaguchi)) ist eine japanische, sehbehinderte Leichtathletin und Olympionikin, die ihr Land bei drei Paralympischen Sommerspielen repräsentierte.

## Leben
Misato Michishita bekam nach der Grundschule eine Hornhautdystrophie auf dem rechten Auge und büßte deshalb ihr Sehvermögen auf diesem Auge ein. Später erkrankte auch das linke Auge, mit dem sie, seit sie 25 Jahre alt ist, nur sehr beschränkt Licht sehen kann. Mit 26 Jahren besuchte sie daraufhin eine Blindenschule.
Sie ist seit 2009 mit Takayuki Michishita verheiratet und arbeitet als Büroangestellte.
2015 brachte sie ein autobiografisches Buch heraus.

## Karriere
2008 begann Michishita, die Marathon-Strecke zu laufen, damals war sie 31 Jahre alt. Sie gehört als Para-Sportlerin der Kategorie T12 für Athleten mit einem kleinen Rest Sehvermögen an. Bisweilen nimmt sie auch an T11 Wettbewerben teil, bei denen eine dunkle Brille, die jede Sicht verhindert, vorgeschrieben ist. Wie alle Athletinnen und Athleten mit eingeschränktem Sehvermögen läuft sie mit einem Guide, der durch eine Schnur an ihrem Handgelenk an sie gekoppelt ist. Ihren Guide Jun Shida, der als Manager bei der japanischen NEC Corporation arbeitet und schon häufiger über lange Distanzen allein gelaufen war, traf sie 2014.
Michishita gewann bei den IPC-Weltmeisterschaften 2015, die in Kombination mit dem 35. Virgin Money Marathon am 26. April 2015 in London stattfanden, die Bronzemedaille in der Kategorie T11 / T12. Vier Jahre später konnte sie bei den IPC-Weltmeisterschaften beim Marathonlauf in London in der Kategorie T12 Gold erkämpfen.
2016 fand zum ersten Mal ein Marathonlauf für Frauen bei den Sommer-Paralympics statt. Michishita gewann dort mit 3 Stunden 6 Minuten und 52 Sekunden die Silbermedaille hinter der Spanierin Elena Congost, die ungefähr fünf Minuten schneller lief.
Bei den Paralympischen Sommerspielen 2020 in Tokio, die wegen der COVID-19-Pandemie erst 2021 stattfanden, konnte Michishita und ihr Team, bestehend aus den Guides Jun Shida und Yuka Aoyama, in 3 Stunden und 50 Sekunden einen neuen paralympischen Rekord aufstellen und die Goldmedaille in der Kategorie T12 gewinnen. Sie erreichte die Ziellinie 3 Minuten und 26 Sekunden vor der Russin Elena Pautavona, die den zweiten Platz belegte. Der Marathonlauf fand im Gegensatz zu den Olympischen Sommerspielen 2020 nicht in Sapporo, sondern in Tokio statt. Die erste Strecke wurde Michishita von Yuka Aoyama geführt, dann übernahm Jun Shida. Michishita war bis zum September 2021 mit 2:54:13 Stunden die Rekordhalterin der T12 Marathon-Läuferinnen. Den Rekord hatte sie im Dezember des Vorjahres aufgestellt.
Zwei Monate nach ihrer Goldmedaille, im Oktober 2021, konnte sie mit 3:08:14 Stunden den Marathonlauf in Boston (USA) als beste sehbehinderte Athletin der Kategorie T11 / T12 abschließen.
Im Jahr 2022 nahm sie am Beppu-Oita Mainichi Marathon teil und wurde mit 2:57:20 Stunden Erste.
Sie qualifizierte sich auch für die Sommer-Paralympics 2024 in Paris und gewann mit 3:04:23 Stunden die Bronzemedaille beim Marathonlauf T12, nachdem Elena Congost aus Spanien trotz einem menschlichen Reflex beim beinahe Sturz ihres Begleiters mit 3:00:48 Stunden umstritten disqualifiziert wurde.
Durch ihre Siege und Rekorde wurde Michishita in Japan bekannt. Der heutige Kaiser Naruhito trainierte 2018, als er noch Kronprinz war, einmal mit ihr im kaiserlichen Garten von Akasaka, er lief mit ihr als Guide.